# John Gall
John Gall (18 de setembro de 1925 - 15 de dezembro de 2014) foi um autor, estudioso e pediatra americano. Gall é conhecido por seu livro de 1975 General Systemantics, uma crítica da Teoria dos sistemas. Uma das declarações deste livro tornou-se conhecida como a Lei de Gall.

## Biografia
Gall começou seus estudos no St. John's College em Annapolis, Maryland. Ele recebeu treinamento médico adicional na Faculdade de Medicina da Universidade George Washington em Washington e no Yale College. Finalmente, no início dos anos 1960, ele fez sua formação pediátrica na Clínica Mayo em Rochester, Minnesota.
Na década de 1960, Gall começou como pediatra em Ann Arbor, Michigan, e tornou-se parte do corpo docente da Universidade de Michigan. Em 2001, aposentou-se depois de mais de 40 anos de prática privada. Nas primeiras décadas de sua prática, ele também "conduziu seminários semanais em Estratégias de Paternidade para pais, futuros pais, estudantes de medicina, estudantes de enfermagem e outros profissionais de saúde". Até 2001 ocupou o cargo de professor associado clínico de pediatria na Universidade de Michigan. A partir de 1958 ele foi membro da Academia Americana de Pediatria.
Depois de se aposentar, Gall e sua esposa Carol A. Gall se mudaram para Walker, Minnesota, onde continuou a escrever e publicou mais sete títulos. Ele morreu em 15 de dezembro de 2014, de causas naturais.

## Trabalho
O principal interesse de pesquisa de Gall foi os problemas comportamentais e de desenvolvimento das crianças, sobre o qual ele publicou vários artigos científicos e livros. Como um lado, ele conduziu pesquisas mais gerais sobre a questão do que faz com que os sistemas funcionem e falhem. Ele coletou e analisou todos os tipos de exemplos de falhas de sistemas, e generalizou problemas e armadilhas em uma série de "Lei de Sistemas".
Em 2002, Gall também publicou um romance histórico sobre Hatshepsut, rainha do antigo Egito na XVIIIª dinastia. Esse interesse surgiu numa viagem ao Egito em 1969.

### Sistemas
Em 1975 ele publicou sua pesquisa de sistemas sob o título General Systemantics, reeditado dois anos depois como Systemantics: How Systems Work and Especially How They Fail pela Quadrangle, The New York Times Book Company. Este trabalho foi traduzido para espanhol, alemão, hebraico e japonês.
Em 1986, a segunda edição foi publicada com o título Systemantics: The Underground Text of Systems Lore, com quase o dobro do tamanho da primeira edição.
Em 2002, publicou uma terceira edição, com o título The Systems Bible. Este trabalho inspirou muitos autores no movimento dos sistemas, como os cientistas Mario Bunge (1979), Paul Watzlawick (1990) e Russell L. Ackoff (1999), e os designers de sistemas Ken Orr (1981) e Grady Booch (1991).

### Lei de Gall
A Lei de Gall é uma regra geral para a concepção de sistemas do livro de Gall Systemantics: How Systems Really Work and How They Fail. Ela afirma:

Um sistema complexo que funciona invariavelmente evoluiu de um sistema simples que também funcionava. Um sistema complexo projetado do zero nunca funciona e não pode ser corrigido para funcionar. É preciso recomeçar com um sistema simples e funcional.
Esta lei é essencialmente um argumento a favor da subespecificação: pode ser usada para explicar o sucesso de sistemas como WWW e a Blogosfera, que cresceram de sistemas simples para complexos incrementalmente, e o fracasso de sistemas como o Corba, que começou com especificações complexas. A Lei de Gall tem fortes afinidades com a prática de desenvolvimento de software ágil.
Embora alguns chamem a frase Lei de Gall, a frase não é etiquetada como tal no trabalho original. O trabalho cita a Lei de Murphy e o Princípio de Peter, e inclui ditames semelhantes.
Embora a citação possa parecer validar os méritos dos sistemas simples, é precedida pelo qualificador: "Um sistema simples pode ou não funcionar". Esta filosofia também pode ser atribuída à Programação extrema, que incentiva a fazer a coisa mais simples primeiro e adicionar recursos mais tarde.
Um dos primeiros designers de sistemas a citar a lei de Gall foi Ken Orr em 1981. Notáveis foram as citações da Lei de Gall por Grady Booch desde 1991, que foram mencionadas em várias fontes.

## Livros selecionados
- 1975. General systemantics : an essay on how systems work, and especially how they fail, together with the very first annotated compendium of basic systems axioms : a handbook and ready reference for scientists, engineers, laboratory workers, administrators, public officials, systems analysts, etc., etc., etc., and the general public. General Systemantics Press, Ann Arbor, Michigan.
- 1986.  Systemantics: The Underground Text of Systems Lore. How Systems Really Work and How They Fail (2a edição. ).  ISBN 0-9618251-0-3
- 1993. Elegant parenting: (how to do it right the first time, co-autora: Beth Gall.
- 2002. The Systems Bible: The Beginner's Guide to Systems Large and Small  (3a edição de Systemantics).  ISBN 0-9618251-7-0.
- 2002. First Queen: A Historical Novel on the Life of Hatshepsut Queen of Egypt
- 2004. Dancing With Elves: Parenting As a Performing Art
- 2008. Hit by a Low Flying Goose. co-autora: Carol A. Gall